# سوسمار کردستانی
سوسمار کردستانی (با نام علمی:lacerta princeps kurdistanica) خزنده‌ای از راسته سوسمارهاست که در نواحی کوهستانی و مدیترانه‌ای خشکِ رشته کوه زاگرس و در جنگل‌های بلوط نواحی نیمه خشک کردستان ایران، ترکیه و عراق یافت می‌شود.

## مشخصات و رنگ آمیزی
- پلاک‌های شکمی متوازی‌الأضلاع در ۱۰ ردیف طولی
- فلس‌های بیرونی (حاشیه) شبیه فلس‌های پهلو می‌باشند.
- ناحیه پشتی زرد روشن تا قهوه‌ای زیتونی
- لکه‌ای قهوه‌ای فوقانی سر
- نقاط روشن روی کناره‌های ناحیه خارجی تا کناره‌های قاعده دم امتداد می‌یابد.
- ناحیه گوش زیتونی تا قهوه‌ای بلوطی
- گلو و یقه قرمز پر تغالی روشن
- ماده‌های بالغ بزرگ خاکستری مایل به آبی روی قسمتی از سر که در نرها سیاه است.